# Mihai Stănișoară
Mihai Stănișoară (n. 11 iunie 1962, Craiova) este un om politic român, ales ca deputat de Mehedinți pe listele PD în legislaturile 2000-2004 și 2004-2008 și ca senator din partea Partidului Democrat-Liberal în legislatura 2008-2012. Mihai Stănișoară a fost ales deputat în legislatura 2012-2016 pe listele PDL dar a demisionat pe data de 29 aprilie 2015. În cadrul activității sale parlamentare, Mihai Stănișoară a fost membru în următoarele grupuri parlamentare de prietenie:
- în legislatura 2000-2004: Republica Elenă, Marele Ducat de Luxemburg;
- în legislatura 2004-2008: Republica Orientală a Uruguayului, Regatul Unit al Marii Britanii și Irlandei de Nord;
- în legislatura 2008-2012: Bosnia și Herțegovina;
- în legislatura 2012-2016: Republica Serbia.

În data de 15 martie 2007 a fost numit în funcția de consilier prezidențial pe probleme de securitate națională, îndeplinind și funcția de membru în CSAT, iar din 22 decembrie 2008 a îndeplinit funcția de ministru al apărării naționale în guvernul Emil Boc.

## Familia
Este fiul lui Grigore Stănișoară, colonel de Securitate.

## Cariera profesională
Mihai Stănișoară s-a născut la data de 11 iunie 1962 în municipiul Craiova (județul Dolj). A absolvit în anul 1986 Facultatea de Mecanică din cadrul Institutului Politehnic Timișoara, obținând calificarea de inginer mecanic. În anul 2003 susține teza de doctorat în științe tehnice la Universitatea Tehnică din Timișoara.
După absolvirea Facultății, este repartizat ca inginer la Fabrica de Aparate de Măsură și Control din Turnu Severin (1986-1989), fiind transferat apoi în funcția de inginer proiectant la Centrul de Cercetări și Inginerie Tehnologică pentru Aparatură Casnică Timișoara (1989-1990). Este autor a doua inovații brevetate în domeniul mecanicii fine. În paralel, este cooptat în cadrul învățământului superior, ca asistent universitar la Universitatea Tehnică din Timișoara (1988-1990).
Odată cu reînființarea Camerei de Comerț și Industrie a României, Mihai Stănișoară este angajat ca Secretar General la Camera de Comerț și Industrie a jud. Mehedinți (1992-1994), fiind ales apoi ca președinte al Camerei de Comerț și Industrie a jud. Mehedinți (1994-2000).
Între 1997-2013 a fost membru al Partidului Democrat, în cadrul căruia a deținut pe rând funcțiile de vicepreședinte al Biroului Permanent Județean Mehedinți (1997-2000), apoi pe cea de președinte al BPJ Mehedinți (începând din anul 2000). Este ales apoi în anul 2001 ca secretar executiv al Biroului Permanent Național al Partidului Democrat și în anul 2003 ca membru supleant în Consiliul Național de Conducere al Alianței “DA” PNL-PD.
În 2012 a fost ales prim-vicepreședinte al Partidului Democrat Liberal.. În această calitate a participat pe 17 decembrie 2012, la Palatul Cotroceni, la consultările pentru desemnarea candidatului pentru funcția de premier al României.
În data de 6 martie 2013 s-a înscris în Partidul Național Liberal. Deputatul Mihai Stănișoară, care deținea funcția de lider al deputaților Partidului Democrat-Liberal, a declarat, într-o conferință de presă susținută alături de liderul Crin Antonescu, că a luat decizia de a intra în PNL, despre care a spus că "este singurul partid care poate susține și implementa cu succes politici de dreapta în România".
În data de 1 iulie 2014 a anunțat demisia sa din PNL, la trei zile de la alegerea lui Klaus Iohannis în funcția de președinte al partidului.

## Specialist în probleme de apărare națională
După ce în perioada mai - octombrie 2000, deține funcția de Secretar General în cadrul Ministerului Apărării Naționale (sub conducerea pe atunci a democratului Sorin Frunzăverde), Mihai Stănișoară a absolvit în anul 2001 cursurile Colegiului Național de Apărare.
Mihai Stănișoară este ales ca deputat de Mehedinți pe listele Partidului Democrat în legislaturile 2000-2004, 2004-2008 și 2012-2016. În prima legislatură, a fost membru al Comisiei de Politică Externă al Camerei Deputaților și a deținut funcția de președinte al delegației Parlamentului României la Adunarea Parlamentară a Organizației pentru Securitate și Cooperare în Europa (OSCE) între anii 2001-2004.
Reales în anul 2004 ca deputat, Mihai Stănișoară a deținut funcția de președinte al Comisiei pentru Apărare, Ordine Publică și Siguranță Națională din Camera Deputaților, fiind de asemenea și vicepreședinte al Delegației Parlamentului României la Adunarea Parlamentară N.A.T.O. A fost inițiator a 28 de propuneri legislative, dintre care două au devenit legi: Legea 15/2003 și Legea 129/2006.
În perioada 2000-2007 a participat și a moderat numeroase conferințe, seminarii, colocvii și mese rotunde în domeniile securității naționale, securității și cooperării internaționale. În această perioadă, el a continuat să se instruiască în domeniul politicilor de securitate absolvind Colegiul Superior de Siguranță Națională (2005), Colegiul NATO de la Roma - Cursul pentru generali, ofițeri de rang înalt și ambasadori (2006). Din anul 2006, Mihai Stănișoară s-a înscris la doctorat în domeniul Ordine publică și siguranță națională în cadrul Academiei de Poliție "Alexandru Ioan Cuza" din București.
La data de 15 martie 2007, prin decret prezidențial, Mihai Stănișoară, președintele Comisiei pentru apărare din Camera Deputaților, a fost numit în funcția de consilier prezidențial pe probleme de securitate națională, înlocuindu-l în această funcție pe Sergiu Medar, care a demisionat din motive de sănătate. În această calitate, Mihai Stănișoară îndeplinește și funcția de membru în CSAT. La alegerile parlamentare din 2008 a fost reales ca deputat de Mehedinți pe listele PDL.
La data de 22 decembrie 2008 a devenit ministru al Apărării Naționale în Guvernul Emil Boc.
La data de 7 martie 2013, în cadrul unei ședințe a Biroului Politic Național al Partidului Național Liberal, Stănișoară a fost ales președintele Comisiei pentru Siguranță Națională.
Mihai Stănișoară este căsătorit și are doi copii.

## Afaceri
Soția lui, Codruța Stănișoară, este proprietara Radioteleviziunii Severin..